# ヒコセブン
ヒコセブンは、日本の自動車模型メーカーのひとつ。警察車両を専門に扱うRAI'Sシリーズで知られる。

## 概要
2001年（平成13年）4月に設立された。
1/43スケールのミニカーを専門に製作している。
主にRAI'S、カーネル、アイランズの3ブランドで展開している。限定生産のため完売すると絶版となる。
RAI'Sは、すべて実在する警察車両をラインナップする。
CAR-NEL（カーネル）は、まだ製品化されてないミニカーを中心に展開する。赤のカーネルシリーズでは、実在する消防車両をラインナップする。
islands（アイランズ）は、自衛隊車両専門ブランドで、2017年より展開を開始した。
神奈川県横浜市栄区には直営店の「モデルギャラリー HIKO」がある。

## 主なミニカー
RAI'S
- レクサス・LS600hL 2015 日本国内閣総理大臣専用車
- 機動隊警備車兼輸送車両
- F-3特型警備車

CAR-NEL
- スーパーアンビュランス
- 消防庁拠点機能形成車
- 高規格救急車

islands
- 水陸両用車AAV7
- 16式機動戦闘車
- 96式装輪装甲車
- 74式戦車
- 73式大型トラック
- 輸送防護車
- 軽装甲機動車 (LAV海外派遣仕様)